# Sécurité civile
Ne doit pas être confondu avec Protection civile.
La sécurité civile est l'ensemble des moyens mis en œuvre par un État pour protéger ses citoyens, en temps de guerre comme en temps de paix.

## Définition
Dans le monde, on utilise les termes (ou leurs équivalents dans les pays non francophones) « sécurité civile » et « défense civile ». La définition exacte des termes peut varier selon les pays.

## Histoire

Durant la guerre froide, le film promotionnel de sécurité civile en cas de retombées nucléaires nommé Duck and Cover a marqué les mémoires et est devenu une expression réutilisée par la suite en Amérique du Nord.

Dans la philosophie des Lumières, la protection des citoyens contre les accidents et les calamités (catastrophes naturelles, épidémies, etc.) est une des fonctions de l'État. Ceci est d'ailleurs affirmé dans la Déclaration des droits de l'homme et du citoyen de 1789, qui est un préambule de la constitution française :
- Art. 2 - Le but de toute association politique est la conservation des droits naturels et imprescriptibles de l'homme. Ces droits sont […] la sûreté […].

Ce point a été repris dans la Déclaration universelle des droits de l'homme de l'Organisation des Nations unies (ONU), dont sont signataires la plupart des pays, selon laquelle : 
- Art. 3 - Tout individu a droit à la vie, à la liberté et à la sûreté de sa personne.

Ceci regroupe donc initialement la lutte contre les calamités et les catastrophes naturelles, la sensibilisation et l'information du grand public mais aussi l'organisation de la santé au quotidien (formation de professionnels de santé, création de structures de soin accessibles à tous).
Cette notion a pris une orientation particulière avec la modernisation de la guerre, et notamment les bombardements de la Seconde Guerre mondiale ou le risque d'exposition aux armes chimiques (ypérite notamment durant la Première Guerre mondiale).

## Organisation de la sécurité civile
La notion de sécurité civile a pris une ampleur particulièrement importante dans la deuxième moitié du XXe siècle, avec :
- la guerre froide et notamment le risque nucléaire ;
- la multiplication des risques industriels (notamment risque chimique, installations nucléaires civiles, pollution) ;
- la multiplication des risques liés aux transports (accidents de la route, transports aériens, transports de matières dangereuses et radioactives).

Au risque naturel et au risque lié à la guerre s'ajoute le risque lié à l'activité humaine normale.
Habituellement, la sécurité civile d'un pays comprend :
- des secours publics, dont les unités de pompiers et les hôpitaux ;
- un réseau permettant d'appeler ces secours, en général par téléphone ;
- un réseau de surveillance de calamités ou d'accidents identifiés, par exemple épidémies, montée des eaux, sécheresse, grand froid, séisme, accident d'avion ou de chemin de fer, carambolage, pollution, risque radiologique, accident chimique, etc. ;
- des associations de bénévoles (secourisme, aide humanitaire, aide sociale) ;
- des plans d'action en cas de catastrophe avec une gestion de la montée en puissance du dispositif : évaluation de la situation, renforts par exemple de l'armée et des associations, sirènes pour prévenir la population, radio du service public pour maintenir informées les populations.

Par essence, la sécurité civile est interministérielle.
Dans la plupart des pays, les symboles de la sécurité civile sont :
- le triangle, symbole de la stabilité ;
- l'orange (couleur visible de loin dans de mauvaises conditions météorologiques) et/ou le bleu (couleur de la paix).

## Sécurité civile en Europe et par pays

### Mécanisme européen de protection civile (MEPC)
Créé en 2001 d'abord pour aider à la coopération entre autorités nationales de protection civile de pays européens, ce mécanisme permet — quand cela est nécessaire et décidé — une réponse européenne mieux coordonnée et optimisant l'efficacité de la réponse à une crise, notamment si elle est transfrontalière, de pollution marine (alors en lien avec l'Agence européenne pour la sécurité maritime ou EMSA), ou pour répondre à une demande d'aide d'une région touchée par une catastrophe. Une aide organisationnelle, en nature (dont apport de données satellites fraîches pour évaluer une situation et son évolution), le déploiement d'équipes ou d'experts. Le mécanisme doit aussi améliorer la qualité, la pertinence et l’accessibilité des informations mise à disposition en cas de catastrophe. Il favorise les recherches concernant la résilience aux catastrophes. Il développe des outils d'alerte précoce. De 2001 à 2018, son plus grand déploiement a concerné la crise des feux de forêts en Suède en 2018 (sur 3 semaines : 7 avions, 6 hélicoptères, 67 véhicules et plus de 360 pompiers et personnels d'appui pour lutter contre « des incendies forestiers sans précédent (…) 815 heures de vols et 8 822 largages d'eau »).
Tout pays non-européen peut aussi solliciter l'aide du mécanisme européen de protection civile (MEPC). De 2001 à 2018 il s'est mis en alerte pour plus de 300 catastrophes et a reçu plus de 200 demandes d'aide :
- tremblement de terre d'Haïti (2010) ;
- Genpatsu-shinsai dit accident nucléaire de Fukushima ;
- tsunami et tremblement de terre de 2011 au Japon ;
- typhon Haiyan aux Philippines (2013) ;
- inondations en Serbie et en Bosnie-Herzégovine en 2014) ;
- épidémie Ebola de 2014 ;
- conflit ukrainien en 2014 ;
- séisme au Népal (2015) ;
- crise des réfugiés en Europe.

Hors de l'Europe ce mécanisme peut être activé conjointement à celui de l'aide humanitaire de l'Union européenne (UE).
En novembre 2017 la commission a proposé de renforcer la protection civile dans l'UE car dans le contexte du changement climatique, des crises plus fréquentes et plus graves sont attendues.

#### Coordination
Un centre de coordination des interventions d'urgence (ERCC) fait de la veille (mondiale et en continu) et peut coordonner les interventions de pays en crise et/ou volontaire. Des modules de protection civile prépositionnés et autonomes existent pour la recherche et le sauvetage de victimes, incluant des moyens aériens et de lutte contre les incendies de forêt, ainsi que des postes médicaux avancés, moyens que l'ERCC peut mobiliser à la demande dans l'UE et à l'extérieur. Des experts peuvent contribuer à la formation professionnelle d'équipes de protection civile dans les pays-membres et aux échanges de bonnes pratiques.

#### Volontaires
Une réserve de volontaires créée en 2014 constitue la capacité européenne de réaction d'urgence (EERC), souvent dénommée « pool volontaire » (23 États participants en 2018, avec 99 capacités d'intervention spécialisées). Elle inclut le corps médical européen — officiellement lancé en février 2016 — et est mobilisable pour certaines situations d'urgence, contribuant à faciliter la planification et la coordination aux échelons européen et national. Elle n'a été mise en œuvre que deux fois (épidémie de fièvre Ebola).

#### Moyens de communication d’urgence et de veille
Ces moyens sont supervisés par l’ERCC via le système commun de communication et d'information d'urgence (CECIS) qui est une application en ligne permettant d'échanger, d'alerter et notifier en temps réel des informations entre États participants et ERCC.

### France

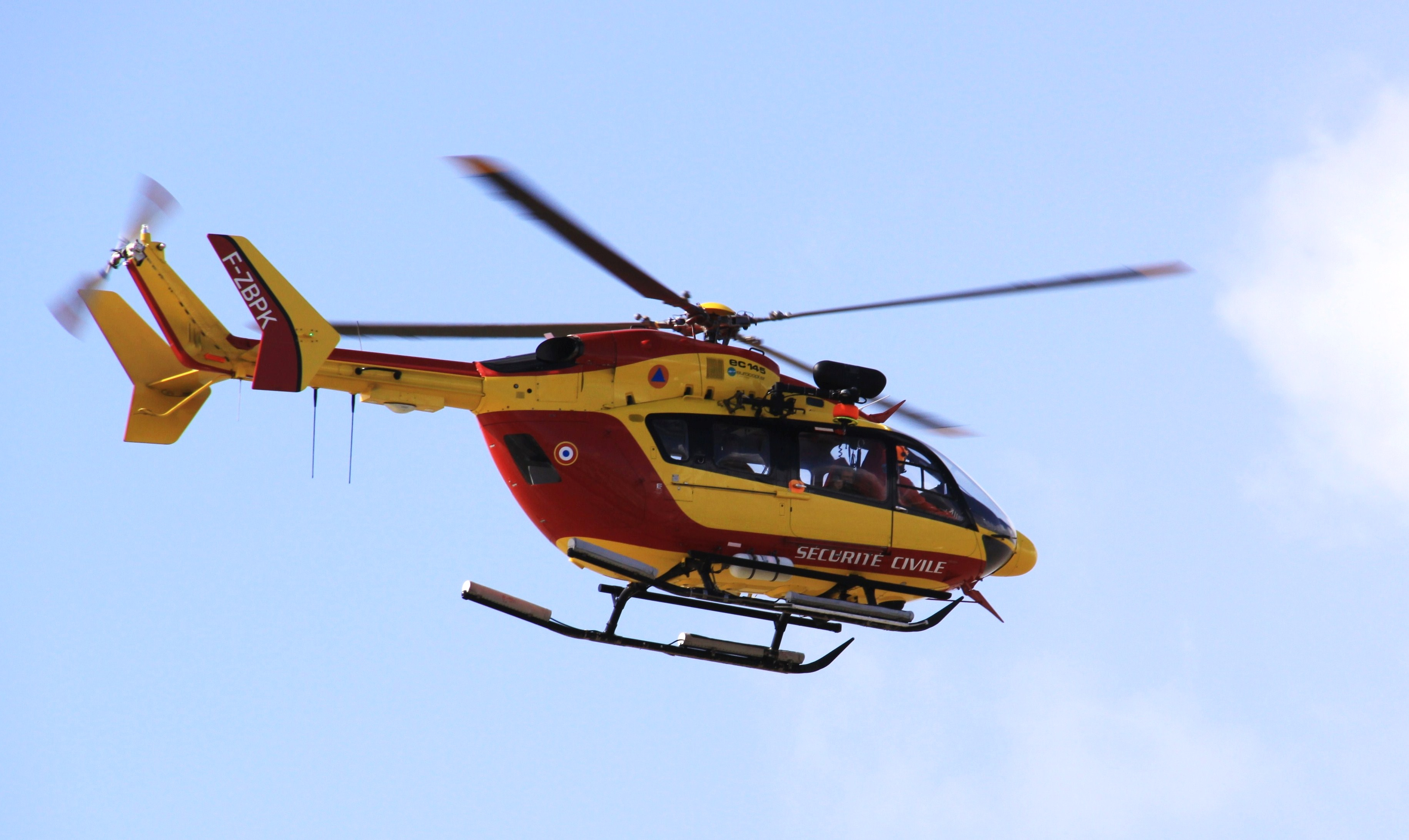
Hélicoptère EC145 utilisé par la Sécurité civile française.

Parmi les acteurs de la sécurité civile figurent les sapeurs-pompiers, les militaires des unités d'instruction et d'intervention, les pilotes d'avions et d'hélicoptères ainsi que les démineurs. Tous ensemble, ils luttent au quotidien pour porter secours et assistance, en France comme à l'étranger. Pour eux, une seule vocation : la sauvegarde des personnes et des biens.
En France, le terme « sécurité civile » n'est pas l'exact synonyme de protection civile : la sécurité civile est une fonction régalienne de l'État, tandis que la protection civile désigne à la fois :
- cette mission de secours ;
- des services préfectoraux chargés de mettre en œuvre la politique de sécurité civile au niveau du département, baptisés « Service interministériel de défense et protection civile » (SIDPC) ou « Service interministériel des affaires civiles et économiques de défense et de protection civile » (SIACEDPC) ;
- plusieurs associations de secouristes, qui possèdent parfois un logo relativement similaire.

En France, La Sécurité civile en tant qu'administration a été créée le 17 novembre 1951.
L'article 1 de la loi n°2004-811 du 13 août 2004 de modernisation de la sécurité civile définit que : « la sécurité civile a pour objet la prévention des risques de toute nature, l'information et l'alerte des populations ainsi que la protection des personnes, des biens et de l'environnement par la préparation et la mise en œuvre de mesures et de moyens appropriés relevant de l'État, des collectivités territoriales et des personnes publiques ou privées ».

### Royaume-Uni
Durant la Seconde Guerre mondiale, a été créé un ministère de la Sécurité civile.